# Баско-иберская гипотеза
Баско-иберская гипотеза, в популярной литературе — «баскоиберизм», исп. vascoiberismo — гипотеза, сторонники которой выступают в поддержку генетического родства между изолированным современным баскским и вымершим иберским языками, рассматривая первый либо как потомка второго, либо как относящегося к той же языковой семье.

## История вопроса
Вопрос о связи иберов с басками обсуждался испанскими и европейскими историками и лингвистами начиная с XVI века, когда возродился интерес к источникам античности, однако работы на эту тему носили спекулятивный характер вплоть до 1920-х годов, когда Мануэль Гомес-Морено дешифровал иберскую письменность. Работы Гомеса-Морено показали, что прежние попытки (в частности, Г. Шухардта, выпустившего объёмный труд «Иберское склонение») прочесть иберские надписи, основываясь на мнимом сходстве иберских знаков с греческими, были в целом ошибочными.
Во второй половине XX века баско-иберская гипотеза была в значительной мере представлена попытками отыскать чисто внешнее сходство между лексикой двух языков (к примеру, иберское слово bels/beleś нередко отождествляли с баскским словом beltz, «чёрный»), без учёта историко-фонетических закономерностей. С критикой гипотезы выступил известный басколог и исследователь иберских надписей Антонио Товар.
Интерес к баско-иберской гипотезе возрос после того, как Кольдо Мичелена (противник этой гипотезы) реконструировал историческую фонетику и грамматику баскского языка и, кроме того, были открыты памятники аквитанского языка. Осторожно в пользу гипотезы высказался басколог Хоакин Горрочатеги Чуррука, указав на «явные признаки языковой общности»; формулировка Чурруки допускает как общую языковую семью, так и языковой союз. Более активно в поддержку гипотезы высказался Родригес Рамос, считающий, что протобаскский и протоиберский произошли из одной группы родственных языков, и что предки носителей обоих указанных протоязыков прибыли на Пиренеи около 3000 лет назад вместе с культурой полей погребальных урн.

## Сопоставление лингвистических характеристик
Между баскским и иберским языками существует ряд сходных черт, возможно, поверхностных, в фонетике и предположительно в некоторых формантах. Сторонники баско-иберской гипотезы истолковывают данное сходство как доказательство родства, а противники — как конвергенцию языков в рамках ареального языкового союза. 
Ниже приведён далеко не исчерпывающий список таких сходных черт:
- Фонетика
  - простая система вокализма: /a/, /e/, /i/, /o/ и /u/
  - отсутствие /w/ перед гласными
  - отсутствие плавного сонанта /r/ в начальной позиции
  - не было слогов, образованных по схеме: смычный согласный — вибрант или латеральный сонорный — гласный (таких как «bra» или «cle»). В обоих языках структура слога описывается формулой (C)-V-(S), где С — любой согласный, S — сибилянт (s, z, …) или сонорный (n, r), V — вокалическое ядро (гласный или нисходящий дифтонг).
  - оппозиция двух ротических фонем; предполагается, что в обоих языках существовало два вибранта: простой /ɾ/ и удлинённый /r/, однако фонетическое значение данных согласных в иберском подлежит уточнению.
  - существование в иберском двух сибилянтов, которые возможно сопоставить с серией баскских сибилянтов. Апикоальвеолярный /s/ языков Иберского полуострова, включая баскский, характерен почти исключительно для Испании.
  - отсутствие глухого лабиодентального /f/ и звонкого /v/
- Морфология
  - форманты этнонимов: -tar, ср. в аквитанском -tar и -thar, в баскском -tar, -ar
  - формант -en предположительно соответствует баскскому генитиву -en
  - формант -k предположительно соответствует баскскому показателю множественного числа -(a)k
  - формант -te предположительно соответствует баскскому аблативу -te
  - схожие чередования: ибер. -ildun/iltu-/iltur- и баск. egun/egu-/egur-
- Синтаксис
  - существительное предшествует прилагательному
- Лексика
  - ибер. ilti/iltiŕ ILI/ILER «город» — баск. iri (<*ili) «город»
  - ибер. beleś/bels сопоставляется с аквитанским Belex, -bels и баскским beltz «черный» (с учётом того, что в аквитанском письме знак Х используется для передачи ts/tz, и что такое использование графемы Х наблюдается в других средневековых баскских текстах)
  - баск. ilhun «тёмный», аквитан. Ilunn — ибер. iltun (-illun в латинской передаче, ildun в греческой)
  - ибер. -atin — аквитан. adin(n) в имени Dannadinnis — баск. adin «возраст»
  - ибер. śalir «деньги» — баск. sari (<*sali) «цена, стоимость» (предположение Мичелены)
  - ибер. ekiar/ekien «сделанный» — баск. egin «делать» / egian «он делает это»
  - ибер. ebanen с возможным значением «он воздвиг» — баск. ibeni «помещать, воздвигать». Веласа и др. отстаивают точку зрения, согласно которой eban/ebanen эквивалентно лат. filius и означает «сын», такую интерпретацию Унтерманн считает неприемлемой.
  - другие возможные пересечения: bizkar «спина, хребет», argi «свет», lagun «друг», nabar «тёмный»
  - антропонимы: параллели не столь наглядны и могут допускать иную интерпретацию:
    - ибер. Enne-ges возможно сопоставить с аквитан. Ennebox и средневековым баск. Enneco
    - ибер. talscu-bilos — с аквитан. Talsco, Halsco
    - ибер. biośildun — с аквитан. Bihoxus
    - ибер. Torsinno" — аквитан. Torsteginno
    - ибер. Borste, аквитан. Borsus — баск. bost «пять»
    - ибер. Baiser, аквитан. Baeserte, Baisothar (?) — баск. baso «лес, дикая местность»

## Палеосардский язык
Эдуардо Бласко Феррер (Eduardo Blasco Ferrer, многолетний исследователь палеосардского языка — доримского языкового субстрата Сардинии нурагической эпохи — считает, что существуют достаточные основания (несколько десятков общих корней, общие фонетические и морфологические характеристики) относить палеосардский язык к той же гипотетической языковой семье, что и баскский с иберским. Феррер полагает, что миграция носителей языка с северо-восточного побережья Испании или юго-востока Франции имела место в позднем мезолите или раннем неолите.